# Зоніха (Слободський район)
Зоні́ха (рос. Зониха) — присілок у складі Слободського району Кіровської області, Росія. Входить до складу Шиховського сільського поселення.
Населення становить 847 осіб (2010, 847 у 2002).
Національний склад станом на 2002 рік — росіяни 98 %.